# Premier Hotels and Resorts
Premier Hotels and Resorts — первый украинский гостиничный оператор, основан в 2003 году. Первыми объектами сети стали 2 гостиницы: Premier Palace Hotel (Киев) и «Ореанда» (Ялта).
Крупнейшие объекты сети — Premier Palace Hotel, Premier Hotel Rus, Premier Hotel Lybid – в Киеве, Premier Hotel Dnister – во Львове.

## Структура
По состоянию на 2020 год в сеть входят 17 объектов гостиничной недвижимости категорий 3, 4 и 5 звёзд, суммарный номерной фонд — около 2100 номеров. Все отели сети объединены единым стандартом сервиса.
Несмотря на то, что отели объединены общим стандартом компании, каждый из них пытается сохранить свою индивидуальность и свой стиль обслуживания, а также пытается придерживаться относительной самостоятельности в принятии решений по некоторым позициям предприятия. Подобная форма деятельности позволяет охарактеризовать отель как часть гостиничной сети и как отдельное предприятие одновременно.
Компания имеет собственную высшую школу гостиничного бизнеса — комплекс программ для обучения и развития персонала и менеджмента гостиниц. В состав компании также входит подразделение «Premier Hospitality Consulting», предоставляющее комплексные консультационные услуги по вопросам построения и управления гостиничным бизнесом, а также подготовку и обучение отельного персонала.

### Бренды
Сеть развивает три бренда:
- Premier Compas Hotels, в который входят двухзвёздные отели эконом-класса. Сеть развивается по франшизе[4].
- Premier Hotels, в который входят отели бизнес-класса, располагающиеся в центрах городов[5].
- Premier Palace Hotels, в который входят отели, «направленные на привередливых посетителей»[5].

Ранее сеть развивала бренд Accord Hotels, в который входили трёхзвёздочные отели среднего класса. Основными характеристиками отелей данного бренда были ориентация на бизнес-услуги и потребности бизнесменов, организация и проведение мероприятий различного формата и др. Сеть развивалась за счёт присоединения гостиниц на условиях франчайзинга или контрактного управления.

## Деятельность
Основная деятельность сети – управление гостиницами (как входящими в сети, так и независимыми), а также консультационная и техническая поддержка гостиничных объектов. Помимо этого, компания также развивает курортное направление, вкладывает ресурсы в реконструкцию объектов.
В конце 2003 года в Мукачево открылся отель «Стар».
В 2005 году к сети присоединилась гостиница Premier Hotel Dnister во Львове. Позже была проведена частичная реконструкция гостиницы.
В 2006 году компания запустила гостиницу Premier Hotel Cosmopolit в Харькове.
18 октября 2007 года сеть подписала договор с харьковской компанией «ХоДоС» об управлении четырёхзвёздной гостиницей Premier Hotel Aurora. Отель был введён в эксплуатацию 20 августа этого года.
Компания «Козырная карта» в конце октября 2009 г. открыла арт-отель «Баккара» в Киеве, который попал под управление Premier Hotels and Resorts. В этом же году был создан бренд Accord Hotels. Позже VS Energy инвестировал около 300 млн долларов в данную сеть. На момент 2009 года в эту сеть входили пять отелей.
В 2010 году сеть разработала программу «Счастливый мир», суть которой заключается во включении гостиниц сети в процессы экологизации. В этом же году на страницах сетей Premier Hotels и Accord Hotels в Facebook был внедрён модуль онлайн-бронирования.
В сентябре 2011 года компания договорилась с группой Development Construction Holding об управлении гостиницей Kharkiv Palace. Также компания взяла в управление гостиницу «Сапфир» в Александрии, которая вошла в состав сети Accord Hotels. В июле компания начала претендовать на роль стратегического инвестора для гостиничных активов российского холдинга «Интурист». Но сделка не состоялась.
В 2012 году на рынок вышел трёхзвёздочный отель «Амарант». В этом же году компания взяла в управление четырёхзвёздочную гостиницу Premier Hotel Palazzo в Полтаве и отель Praga Premier Hotel в Донецке (также компанией был куплен Praga Accord Hotel в Ужгороде), которые вошли в сеть гостиниц Premier Hotels. Также появилась сеть двухзвёздочных отелей Premier Compas Hotels, которая развивается по франчайзинговой схеме.
28 марта 2013 года в рамках Международной выставки «Гостиничный и ресторанный бизнес Украина» сеть вместе с журналом «Академия гостеприимства» провела однодневный мастер-класс для владельцев, управляющих и TOP-менеджеров отелей. В апреле сеть Premier Hotels подписала договор о сотрудничестве с Национальным олимпийским комитетом Украины. В конце ноября компания подписала договор об управлении гостиницей «Затерянный Мир» в городе Херсон. Позже гостиницу переименовали в Compass Hotel Kherson.
В мае 2014 года в Одессе открылся Premier Geneva Hotel на 38 номеров с рестораном и конференц-залом.
В начале 2015 года в Сумах появился Premier Hotel Shafran.
В 2016 году новым участником сети стал Premier Hotel Lybid в Киеве. Позже сеть стала  генеральным партнёром фестиваля «Французская весна в Украине».
В апреле 2017 года сеть вместе с компанией-девелопером LevDevelopment начали строительство пятизвёздочного апарт-отеля в Буковеле. Компания планировала закончить строительство в начале 2019 года. В декабре компания вошла в координационный совет по социально ответственной легализации казино.
В ноябре 2018 года сеть была представлена на национальном стенде Украины на крупнейшей туристической выставке мира WTM в Лондоне.
1 мая 2019 года гостиница Premier Kharkiv Palace прекратила сотрудничество с сетью. Осенью сеть запустила первого чат-бота для гостиниц, который выполняет услуги виртуального консьержа. В декабре этого же года в Венгрии в городе Мишкольц сеть открыла четырёхзвёздочный отель Premier Hotel Miskolc, который стал первым международным проектом компании.

## Стратегия
Данная сеть создавалась в несоответствии с общепринятыми стратегиями. Сеть представляет собой объединение совершенно разных по концепции и набору услуг гостиниц в разных центрах Украины. Подобная стратегия позволяет удвоить конкурентное преимущество, но с другой стороны, данную сеть сложно охарактеризовать как полноценного отельного оператора, поскольку гостиницы сети позиционируются в разных сегментах и под разными марками.
Раньше сеть объединяла гостиницы категории только 4 и  5 звёзд, но позже в сеть вошли двухзвёздочные и трёхзвёздочные отели. Это можно объяснить стремлением руководства охватить новые бюджетные сегменты рынка во время кризиса и спада спроса на отели класса «люкс».

## Экономика
Согласно оценкам журнала Forbes:
- Арендный доход компании в 2012 году составил 27 млн долл.[37]
- На следующий год арендный доход составил 26 млн долл.[38]
- В 2014 году компания заработала 162 млн грн.[39]

## Награды
- В 2019 году компания получила сертификат QSC, который был признан программой China Friendly[40];
- International Hospitality Awards — «Лучшая локальная сеть» 2016[41], 2019[42];
- В 2013 четыре премьер-отеля компании вошли в список 20 лучших отелей Украины, составленный туристическим веб-сайтом TripAdvisor[43].
- International Hospitality Awards — «Лучший отечественный сетевой гостиничный оператор» 2012[44], 2013[45], 2018[46];
- В 2012 году компания получила четыре награды от Hospitality Excellence Awards[47];
- В 2012 году 10 отелей компании попали в список «100 лучших гостиниц Украины», составленный Советом по вопросам туризма и курортов Украины[48].
- Компания является членом Европейской Бизнес Ассоциации[укр.] (EBA), Американской торговой палаты в Украине (ACC), Международной ассоциации гостиниц и ресторанов[англ.] (IH&RA)[49];